# Accademia Bizantina
L'Accademia Bizantina è un ensemble specializzato nell'esecuzione del repertorio musicale del XVII e XVIII secolo su strumenti originali, anche se spazia nel repertorio monteverdiano e di alcuni compositori del tardo rinascimento.

## Storia
Costituito a Ravenna nel 1984 “con l'intento programmatico di fare musica come un grande quartetto”, il gruppo si avvale di strumenti originali dell'epoca e segue la filosofia dell'interpretazione filologica delle musiche eseguite.
Nel 1989, in occasione dell'incisione dell’Opera Omnia di Corelli (diretta dall’allora direttore e violinista Carlo Chiarappa) Ottavio Dantone entra a far parte stabilmente del gruppo come clavicembalista. Nel 1996 Dantone è nominato direttore musicale e artistico di Accademia Bizantina; da quel momento l'orchestra si concentra interamente sul repertorio barocco..
Nel 1999 Accademia Bizantina e il direttore Ottavio Dantone portano in scena per la prima volta in epoca contemporanea l'opera Giulio Sabino di Giuseppe Sarti, al Teatro Alighieri di Ravenna. Da quel momento Accademia Bizantina si specializza nell'interpretazione dell’Opera e dell'Oratorio barocco proponendo, accanto ai titoli più importanti di questo repertorio, la riscoperta di opere mai eseguite in epoca moderna.
Nel 2011 il violinista e violista Alessandro Tampieri diventa concertmaster di Accademia Bizantina.
Nel 2013 Accademia Bizantina sposta la sua sede operativa nella cittadina di Bagnacavallo, nel cui Teatro Goldoni l'orchestra ha tenuto numerose incisioni discografiche, concerti ed eventi tra cui, a partire dal 2016, la rassegna di musica antica e barocca Libera La Musica, curata da Accademia Bizantina e Ottavio Dantone.
Nel 2024 pubblica l'album Imprinting, una registrazione della sinfonia Italiana di Mendelssohn e la sinfonia Renana di Schumann, con cui Accademia Bizantina inaugura un ciclo di dischi e concerti che esplorano il repertorio musicale dell'Ottocento evidenziando i legami tra le opere barocche e le musiche dei secoli successivi, per “esplorare il linguaggio del periodo romantico considerando da un lato i cambiamenti estetici e filosofici in atto nella prima metа dell’Ottocento e dall’altro quella tradizione di gesti e atteggiamenti espressivi del secolo passato che facevano ancora parte della nuova sensibilità artistica”.
Dal 2024 Accademia Bizantina è orchestra in residenza all’Innsbrucker Festwochen der Alten Musik, il festival di musica antica di Innsbruck, dove prosegue la sua esplorazione del repertorio barocco e in particolare della riscoperta di opere meno conosciute e inedite al pubblico moderno.
Nel corso degli anni Accademia Bizantina ha raggiunto un notevole successo di critica per il rigore delle sue esecuzioni e la partecipazione costante ai maggiori festival europei ne testimonia l'importanza e la notorietà del gruppo. I prestigiosi teatri e festival internazionali in cui ha suonato Accademia Bizantina includono Carnegie Hall e Lincoln Center (New York), Wigmore Hall e Barbican Centre (Londra), Théâtre des Champs Elysées (Parigi) e Opera Royal (Versailles); Concertgebouw (Amsterdam), Bozar (Bruxelles), Pierre Boulez Saal / Staatsoper (Berlino), Kölner Philharmonie, Elbphilharmonie Hamburg, ENCPA Pechino, Shanghai Concert Hall, Walt Disney Concert Hall (Los Angeles), Theater an der Wien (Vienna), Wiener Konzerthaus, CNDM Madrid, Auditorium Parco della Musica di Roma.
L'Accademia Bizantina ha all'attivo una quarantina di CD realizzati con prestigiose etichette discografiche come ARTS, Decca, Naïve ed altre.

## Discografia
- 1991 – Franz Schubert, Konzertstück, Polonaise, Rondo, direttore e violino Carlo Chiarappa (Europa Musica)
- 1995 – Ottorino Respighi, Antiche danze ed arie per liuto, III Suite, direttore e violino Carlo Chiarappa (Denon)
- 2000 – Antonio Vivaldi, Il Cimento dell'Armonia e dell'Invenzione, (ARTS)
- 2000 – Giuseppe Sarti, Giulio Sabino (Bongiovanni)
- 2001 – Alessandro Scarlatti, Concerti grossi. Cello sonatas (ARTS)
- 2001 – Settecento Veneziano (ARTS)
- 2002 – Antonio Vivaldi, L'Estro Armonico (ARTS)
- 2003 – Henry Purcell, The Fairy Queen, con New English Voices (ARTS)
- 2003 – Arcadia, con Andreas Scholl (Decca)
- 2004 – Alessandro Scarlatti, Il Giardino di Rose (Decca)
- 2005 – Arcangelo Corelli, Violin Sonatas op. 5 (ARTS)
- 2005 – Seicento Italiano (ARTS)
- 2005 – Arias for Senesino, con Andreas Scholl (Decca)
- 2006 – Antonio Vivaldi, In furore, Laudate pueri e concerti sacri, con Sandrine Piau (Naïve)
- 2006 – Antonio Vivaldi, Tito Manlio (Naïve)
- 2007 – Georg Friedrich Händel, Il duello amoroso con Andreas Scholl (Harmonia Mundi)
- 2008 – Johann Sebastian Bach, Harpsichord Concertos (Decca "L'Oiseau Lyre")
- 2008 – Antonio Vivaldi, Arie Ritrovate, con Sonia Prina (Naïve)
- 2009 – Georg Friedrich Händel, Organ Concertos, op. 4 (Decca "L'Oiseau Lyre")
- 2009 – Georg Friedrich Händel, Between Heaven & Earth, con Sandrine Piau, (Naïve)
- 2010 – Franz Joseph Haydn, Concertos for Harpsichord & Violin, con Stefano Montanari, violino (Decca "L'Oiseau Lyre")
- 2010 – Henry Purcell, O solitude, con Andreas Scholl (Decca)
- 2011 – Johann Sebastian Bach, Sinfonia (Decca)
- 2012 – Antonio Vivaldi, Con moto, con Giuliano Carmignola (Archiv Produktion)
- 2013 – Johann Sebastian Bach, Concertos, con Viktoria Mullova, violino (Onyx Classics)
- 2014 – Antonio Vivaldi, L’Incoronazione di Dario (Naïve)
- 2015 – Franz Joseph Haydn, Symphonies 78, 79, 80, 81 (Decca)
- 2016 – Wolfgang Amadeus Mozart, Mozart 225: Serenades & Divertimenti (Decca)
- 2017 – Johann Sebastian Bach, The Art of Fugue (Decca)
- 2017 – Antonio Vivaldi, Agitata, con Delphine Galou (Alpha Classics)
- 2018 – Antonio Vivaldi, Concerti per Archi III e Concerti per Viola d’Amore (Naïve)
- 2018 – Antonio Vivaldi, Il Giustino (Naïve)
- 2019 – Antonio Vivaldi, Musica sacra per alto, con Delphine Galou (Naïve)
- 2019 – Antonio Vivaldi, Arie e cantate per contralto, con Delphine Galou (Naïve)
- 2019 – Antonio Vivaldi, Concerti per violino VII “Per il castello” (Naïve)
- 2020 – Antonio Vivaldi, Il Tamerlano (Naïve)
- 2020 – Georg Friedrich Händel, Rinaldo (HDB Sonus)
- 2021 – Pietro Antonio Cesti, La Dori (CPO)
- 2022 – Claudio Monteverdi, Il ritorno di Ulisse in patria (Dynamic)
- 2022 – Georg Friedrich Händel, Serse (HDB Sonus)
- 2022 – Georg Friedrich Händel, Concerti Grossi Op. 6 (HDB Sonus)
- 2022 – Georg Friedrich Händel, Concerti Grossi Op. 3 (HDB Sonus)
- 2023 – Arcangelo Corelli, Concerti Grossi Op. 6 (HDB Sonus)
- 2024 – Invocazioni Mariane, con Andreas Scholl (Naïve)
- 2024 – Imprinting: Mendelssohn & Schumann (HDB Sonus)
- 2024 – Francesco Geminiani, Concerti Grossi Op. 3 (HDB Sonus)